# Front internationaliste antifasciste
Le Front internationaliste antifasciste (en abrégé : AIF) est une formation internationaliste armée birmane qui participe à la guerre civile en cours. Bien que des combattants étrangers soient observés en Birmanie avant la fondation de l'AIF, la première mention du groupe remonte au 15 octobre 2024, lorsque le groupe annonce sa formation et appelle des volontaires à rejoindre le conflit.

## Histoire
Les membres de l'AIF affirment avoir fourni une formation aux organisations de résistance locales et avoir participé à des batailles contre le Conseil administratif d'État,.
L'AIF fait des déclarations en solidarité avec la révolution dans le nord-est de la Syrie, qui reçoivent une réponse des Unités de protection de la femme.